# 남당국민학교
남당초등학교(南塘初等學校)는 대한민국 충청남도 서천군 비인면 남당리 402번지에 있었던 공립 초등학교이다.

## 학교 연혁
- 1946년 10월 1일 비인국민학교 남당분교장 (1학급) 설치
- 1970년 3월 1일 비인국민학교 남당분교장에서 국민학교로 승격
- 1973년 1월 16일 벽지학교 승인
- 1982년 3월 31일 벽지학교 해소
- 1989년 3월 1일 비인국민학교 남당분교장으로 편입
- 1993년 3월 1일 남당분교장 폐교

## 참고 사항
- 학적부 관리 기관: 비인초등학교